# Via Emília

Traçado da Via Emília (em marrom claro, ligando Placência e Arímino.

Via Emília (em latim: Via Aemilia; em italiano:  Via Emilia) era uma das principais estradas romanas percorrendo a planície do norte da Itália e ligando Arímino (Ariminum, Rimini), na costa do Adriático, a Placência (Placentia), às margens do Pado (Padus; Pó). Ela foi completada em 187 a.C..
Em Arímino, a Via Emília se conectava com a Via Flamínia, uma estrada completada 33 anos antes que ia dali para Roma.

## História
A região chamada atualmente de Italia settentrionale era conhecida pelos antigos romanos do período republicano (até 44 a.C.) como Gália Cisalpina (literalmente, "Gália do lado de cá dos Alpes"). O motivo é que a região era habitada por tribos celtas vindas da Gália e que haviam colonizado a região nos séculos V e IV a.C. O próprio nome "Italia" significava "a região habitada pelas tribos itálicas" e a fronteira entre a "Italia" e a Gália Cisalpina era uma linha que ligava Pisa e Arímino.
A Gália Cisalpina abrangia a Pianura padana, o vale do Pó, uma vasta região que é, de longe, a maior planície cultivável em toda a montanhosa península Itálica. A região oferecia aos romanos a oportunidade de aumentar muito não apenas sua população como também seus recursos econômicos através de uma recolonização massiva.
Com este objetivo, os romanos subjugaram os gauleses da região numa série de duras campanhas no final do século III a.C.. Por volta de 220 a.C., a Via Flamínia foi completada, o que deu aos romanos o livre acesso à região. Uma estrada no caminho da Via Emília era o próximo passo lógico.
Porém, a expansão romana foi atrasada em aproximadamente vinte anos pela Segunda Guerra Púnica. Durante a invasão cartaginesa do general Aníbal (218−203 a.C.), o controle militar romano da Pianura padana foi temporariamente interrompido e muitas das tribos que haviam sido recentemente derrotadas (como os ínsubres e os boios) se revoltaram e juntaram suas forças às de Aníbal na esperança de reconquistarem sua independência. Foi somente em 189 a.C. que as tribos rebeldes foram pacificadas o suficiente para que a construção da Via Emília pudesse começar.
O já comprovado método romano de expansão consistia em construir uma nova estrada que atravessasse o território recém-conquistado e, então, fundar uma série de colônias, civis ou de veteranos militares, ao longo do caminho. Os colonos recebiam terras férteis confiscadas dos nativos derrotados. E a função da Via Emília era precisamente esta: durante sua construção, foram fundadas as colônias de Bonônia (Bolonha, em 189 a.C.), Mutina (Módena, 183 a.C.), Régio (Régio da Emília, 183 a.C.) e Parma (183 a.C.).

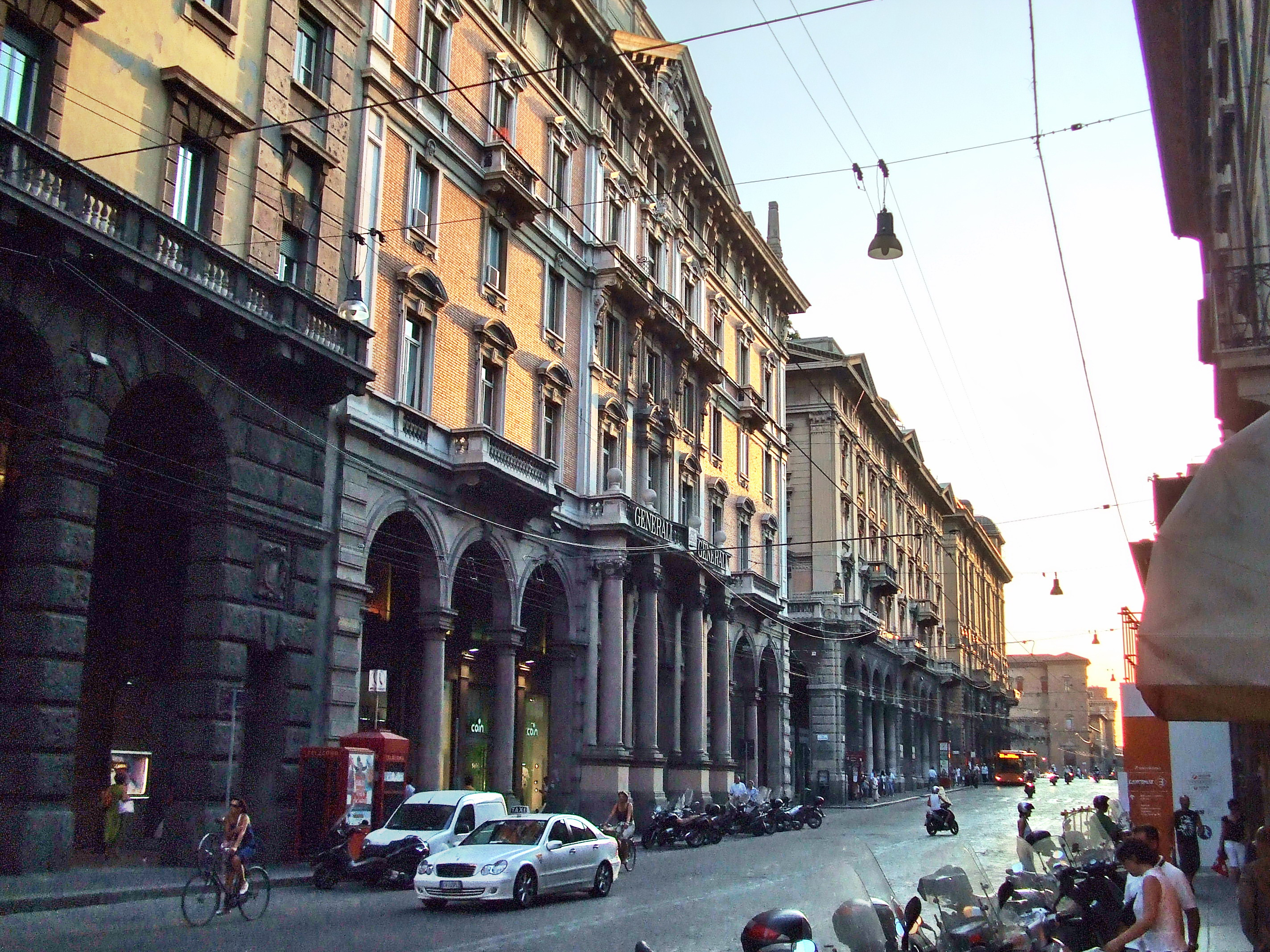
A Via Emília cruzando a região central de Bolonha. Esta via moderna, conhecida neste trecho como Via Rizzoli, foi construída sobre a antiga estrada romana, que atravessava a colônia de Bolonia.

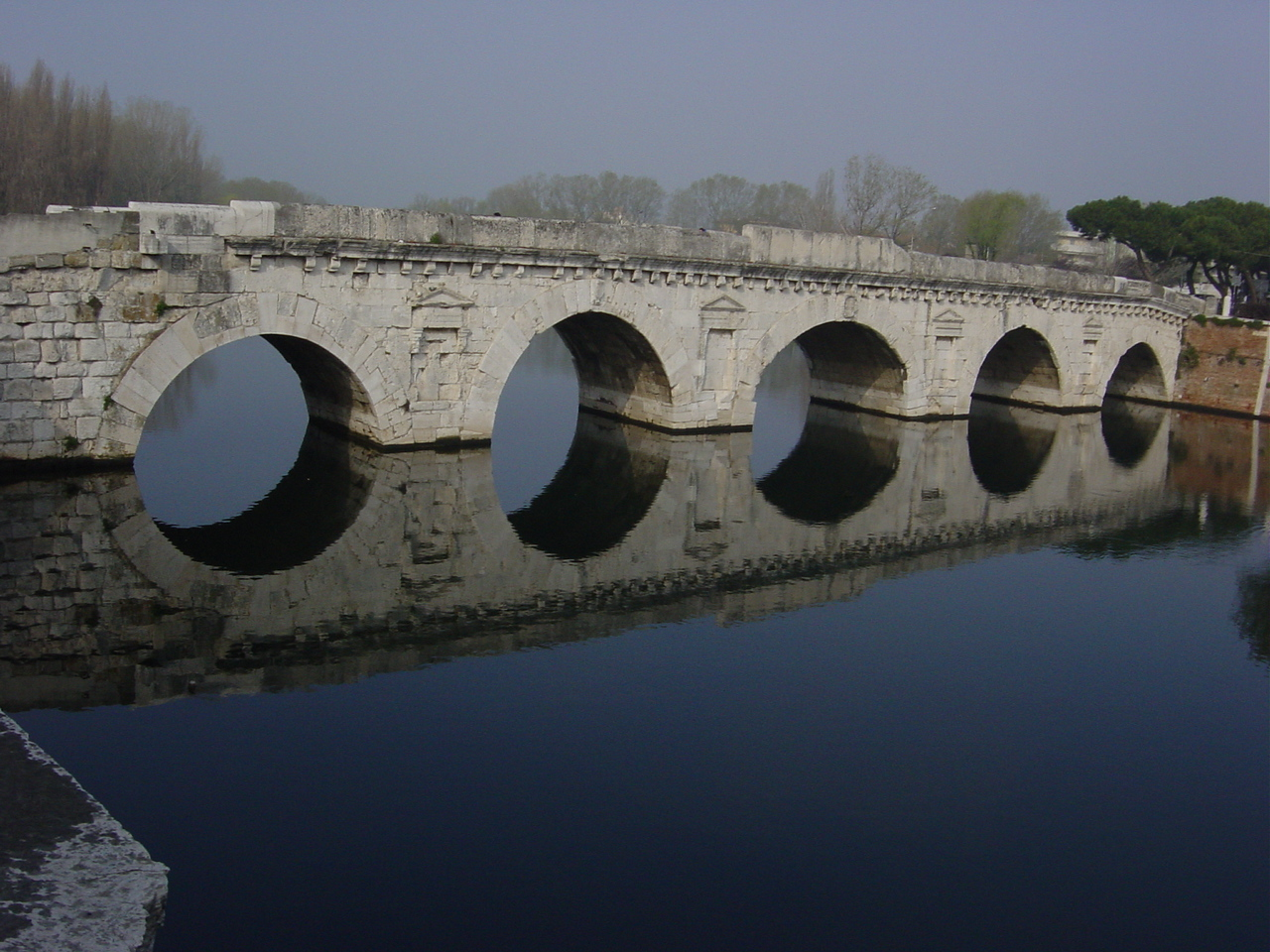
Ponte romana sobre o rio Marecchia, nos arredores de Rimini, a antiga Arímino e ponto de partida da Via Emília. Conhecida atualmente como Ponte Tiberio, ela foi construída em 14 d.C. durante o reinado do imperador Tibério como parte da grande reforma de toda a Via Emília iniciada por seu antecessor, Augusto.

A Via Emília foi completada por Marco Emílio Lépido e batizada em sua homenagem em 187 a.C.. Ela seguia um traçado majoritariamente em linha reta por 176 milhas romanas (260 km) em direção ao noroeste de Arímino até chegar em Placência, passando pelas modernas cidades de Forlì, Bolonha, Módena, Reggio e Parma. Ela seguia ao longo da fronteira sul da Pianura padana no sopé da face norte dos Apeninos, cruzando diversos afluentes do Pó no caminho, principalmente o Rubicão, perto de Arímino (não é certo se é o mesmo Rubicão que Júlio César cruzaria em 49 a.C.), e o rio Trebbia, perto de Placência, o local de três grandes vitórias de Aníbal sobre os romanos durante a sua invasão da Itália.
No século seguinte à construção, Placência tornou-se uma importante encruzilhada das principais estradas da Pianura padana. Em 148 a.C., a Via Postúmia ligou a cidade a Aquileia, no norte da costa do Adriático. Em 109 a.C., o cônsul Marco Emílio Escauro completou a Via Emília Escaura, que seguia dali para Gênua (Gênova) e Pisa (Pisae).

## Ruínas
A primeira ponte da estrada ainda existe perto de Rimini, uma enorme estrutura que atravessa o Marecchia e que foi iniciada pelo imperador Augusto e completada pelo seu sucessor, Tibério. Ainda se pode ver ali as duas dedicatórias. Em Bolonha, o miliário 78 foi encontrado no leito do Reno. Ele relata a reforma de Augusto da Via Emília em 2 a.C., que restaurou todo o trecho entre Rimini e o rio Trebbia. Restos da ponte sobre o Reno foram encontrados na década de 1890 e consistem de partes dos parapeitos de cada um dos lados. Eles estavam separados por 11,82 metros de mármore vermelho de Verona. Sabe-se também que o leito do rio já subiu aproximadamente seis metros desde que a ponte desabou no século IX. Ruínas de algumas outras pontes ainda existem também. Em Savignano sul Rubicone, uma ponte romana ainda existia até ser demolida durante a Segunda Guerra Mundial (a que ali está hoje em dia é uma reconstrução).

## Legado
A construção da Via Emília foi o ponto de partida para uma intensa colonização da Pianura padana. O vasto potencial agrícola da região logo fez dela a região mais populosa e economicamente mais importante da Itália, superando a Itália central, Roma e o sul. A região é ainda hoje uma das mais ricas da moderna Itália. Na época do Segundo Triunvirato (44−30 a.C.), a romanização desta antiga região celta já estava tão completa que a província da Gália Cisalpina foi abolida e seu território, incorporado ao da província da Itália.
A estrada também emprestou seu nome à porção da Gália Cisalpina através da qual ela corria. Ela já era frequentemente chamada de Emília (Aemilia) na época do imperador Augusto. Por volta de 7 a.C., quando ele reorganizou as províncias da Itália em 11 regiões augustas, ela tornou-se a VIII Região (Regio VIII). Ela originalmente tinha o nome oficial de Pado ("Pó"), mas logo ele foi trocado para Emília.
A porção oeste da região é ainda hoje conhecido como Emília. As fronteiras da VIII Região romana correspondem, grosso modo, às da moderna região administrativa italiana da Emília-Romanha, cujos habitantes são conhecidos como emilianos (emiliani). A moderna estrada estatal 9, chamada oficialmente de "Via Emília", segue o traçado da  antiga estrada romana na maior parte do caminho e está diretamente sobre ela.

## Pontes
Há restos de diversas pontes romanas ao longo da Via Emília, incluindo a Ponte de Augusto, Ponte de Santo Arcanjo da Romanha, Ponte de São Vito, Ponte sul Reno e a Ponte sul Rubicone.